# Ajvar
Ajvar é um condimento feito principalmente de pimentão doce e beringela. O condimento tornou-se um acompanhamento popular em toda a Iugoslávia após a Segunda Guerra Mundial e é popular no sudeste da Europa.
O ajvar caseiro é feito de pimentão assado. Dependendo do teor de capsaicina no pimentão e da quantidade de pimenta adicionada, pode ser doce (tradicional), picante (o mais comum) ou muito picante. Ajvar pode ser consumido como pasta de pão ou como acompanhamento. Ajvar tem algumas variações. Uma variação contém tomate e beringela. Outro é feito com pimentão verde e orégano.

## Preparação
O ajvar caseiro é feito de pimentão torrado, picado e depois cozido, enquanto alguns produtores industriais usam pimentão fresco picado, depois cozido com óleo de girassol, o que leva a uma qualidade inferior. O preparo do ajvar é um tanto difícil, pois exige muito trabalho manual, principalmente para descascar os pimentões assados. Tradicionalmente, as pessoas preparam-no em meados do outono, quando os pimentões são mais abundantes, e conservam-nos em potes de vidro para consumo durante todo o ano. Curiosamente, as reservas da maioria das famílias não duram até à Primavera, quando os vegetais frescos ficam disponíveis, pelo que são geralmente apreciados como alimento de Inverno. Muitas vezes, toda a família ou vizinhos se reúnem para preparar os pimentões. O cultivar tradicional de pimenta utilizado é denominado roga (ou seja, "com chifres"). Roga é grande, vermelha, em forma de chifre, com polpa grossa e relativamente fácil de descascar. Normalmente amadurece no final de setembro.